# Bissey-sous-Cruchaud
Bissey-sous-Cruchaud est une commune française située dans le département de Saône-et-Loire en région Bourgogne-Franche-Comté.

## Géographie
Village viticole et agricole.

### Climat
Pour des articles plus généraux, voir Climat de la Bourgogne-Franche-Comté et Climat de Saône-et-Loire.
En 2010, le climat de la commune est de type climat océanique dégradé des plaines du Centre et du Nord, selon une étude du Centre national de la recherche scientifique s'appuyant sur une série de données couvrant la période 1971-2000. En 2020, Météo-France publie une typologie des climats de la France métropolitaine dans laquelle la commune est dans une zone de transition entre le climat océanique altéré et le climat océanique altéré et est dans la région climatique Bourgogne, vallée de la Saône, caractérisée par un bon ensoleillement (1 900 h/an), un été chaud (18,5 °C), un air sec au printemps et en été et des vents faibles.
Pour la période 1971-2000, la température annuelle moyenne est de 10,8 °C, avec une amplitude thermique annuelle de 17,8 °C. Le cumul annuel moyen de précipitations est de 888 mm, avec 11,6 jours de précipitations en janvier et 7,2 jours en juillet. Pour la période 1991-2020, la température moyenne annuelle observée sur la station météorologique de Météo-France la plus proche, « Chalon-Champforgueil », sur la commune de Champforgeuil à 15 km à vol d'oiseau, est de 11,4 °C et le cumul annuel moyen de précipitations est de 736,5 mm. 
La température maximale relevée sur cette station est de 39,7 °C, atteinte le 12 août 2003 ; la température minimale est de −17,6 °C, atteinte le 20 décembre 2009,,.
Les paramètres climatiques de la commune ont été estimés pour le milieu du siècle (2041-2070) selon différents scénarios d'émission de gaz à effet de serre à partir des nouvelles projections climatiques de référence DRIAS-2020. Ils sont consultables sur un site dédié publié par Météo-France en novembre 2022.

## Urbanisme

### Typologie
Au 1er janvier 2024, Bissey-sous-Cruchaud est catégorisée commune rurale à habitat dispersé, selon la nouvelle grille communale de densité à sept niveaux définie par l'Insee en 2022.
Elle est située hors unité urbaine. Par ailleurs la commune fait partie de l'aire d'attraction de Chalon-sur-Saône, dont elle est une commune de la couronne,. Cette aire, qui regroupe 109 communes, est catégorisée dans les aires de 50 000 à moins de 200 000 habitants,.

### Occupation des sols
L'occupation des sols de la commune, telle qu'elle ressort de la base de données européenne d’occupation biophysique des sols Corine Land Cover (CLC), est marquée par l'importance des territoires agricoles (69,6 % en 2018), une proportion sensiblement équivalente à celle de 1990 (69,8 %). La répartition détaillée en 2018 est la suivante : prairies (40,8 %), forêts (30,4 %), zones agricoles hétérogènes (15,1 %), cultures permanentes (10,8 %), terres arables (2,8 %). L'évolution de l’occupation des sols de la commune et de ses infrastructures peut être observée sur les différentes représentations cartographiques du territoire : la carte de Cassini (XVIIIe siècle), la carte d'état-major (1820-1866) et les cartes ou photos aériennes de l'IGN pour la période actuelle (1950 à aujourd'hui).

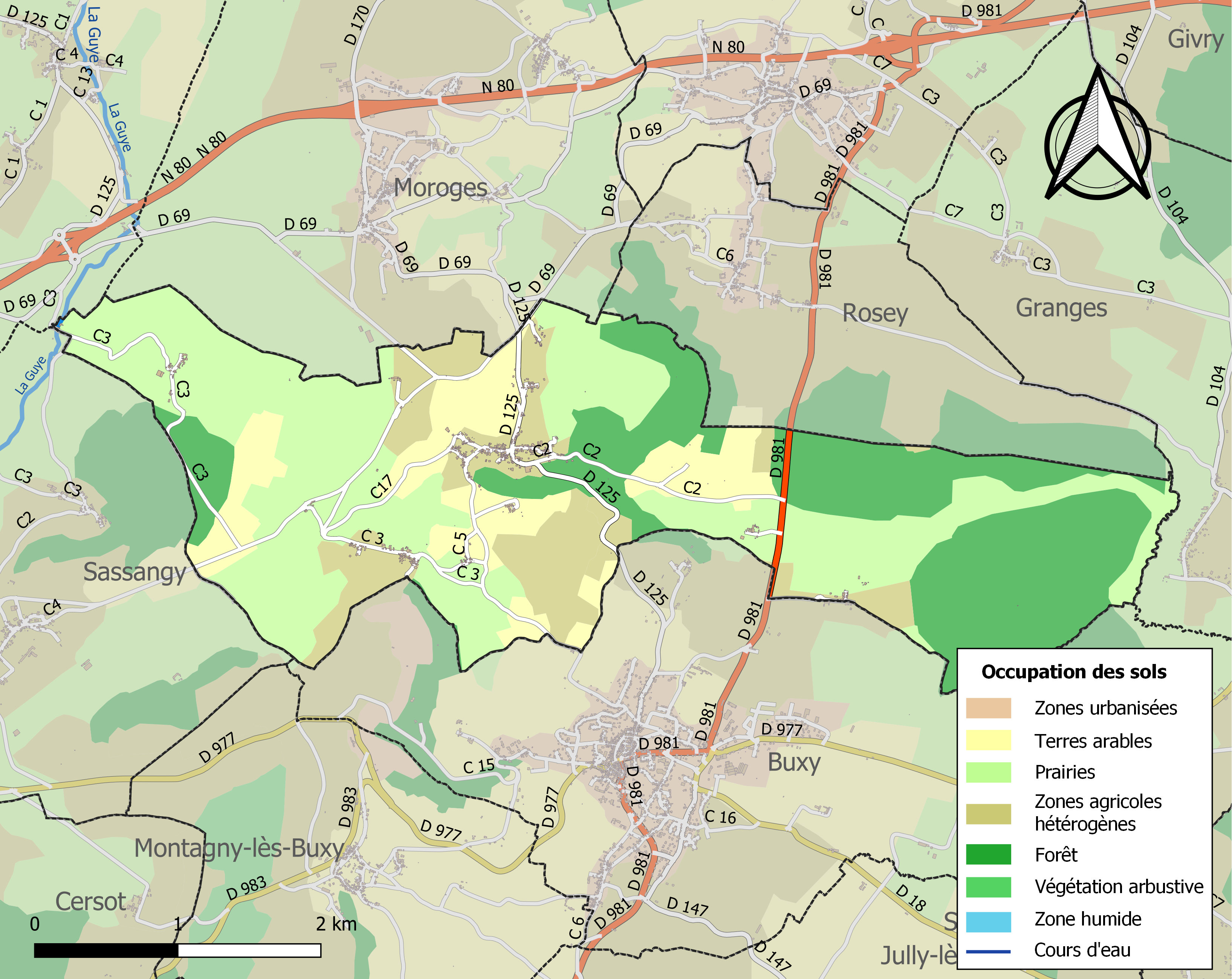
Carte des infrastructures et de l'occupation des sols de la commune en 2018 (CLC).

## Toponymie
Le terme Cruchaud figurant dans le nom de la commune provient d'une ancienne paroisse, Cruchaud (le plus souvent orthographiée Cruchot, comme sur la carte de Cassini), qui finit par disparaître (il n'en restait plus, à la Révolution, que l'église et la cure transformée en ferme) et fut intégrée en 1842 en tant que simple hameau à la commune de Bissey-sous-Cruchaud.

## Histoire
Bissey-sous-Cruchaud est issu de la réunion de deux villages : Cruchaud était jadis une localité indépendante, et son église a été démolie (seul souvenir : la dénomination de la Cure).
1928 : fondation de la coopérative vinicole de Bissey-sous-Cruchaud, avec Henri Ozanon, maire de Romenay, pour président.

## Politique et administration
| Période                                  | Période   | Identité          | Étiquette | Qualité    |
| ---------------------------------------- | --------- | ----------------- | --------- | ---------- |
| avant 1988                               | ?         | Jean Berriaux     | PS        |            |
| ?                                        | mars 2001 | Mme Pretet        |           |            |
| mars 2001                                | 2018      | Daniel Charollais |           | Enseignant |
| janvier 2019                             | en cours  | Gilles Venot      |           |            |
| Les données manquantes sont à compléter. |           |                   |           |            |

## Démographie
L'évolution du nombre d'habitants est connue à travers les recensements de la population effectués dans la commune depuis 1793. Pour les communes de moins de 10 000 habitants, une enquête de recensement portant sur toute la population est réalisée tous les cinq ans, les populations de référence des années intermédiaires étant quant à elles estimées par interpolation ou extrapolation. Pour la commune, le premier recensement exhaustif entrant dans le cadre du nouveau dispositif a été réalisé en 2006.

En 2022, la commune comptait 333 habitants, en évolution de −3,2 % par rapport à 2016 (Saône-et-Loire : −1,06 %, France hors Mayotte : +2,11 %).
| 1793 | 1800 | 1806 | 1821 | 1831 | 1836 | 1841 | 1846 | 1851 |
| ---- | ---- | ---- | ---- | ---- | ---- | ---- | ---- | ---- |
| 327  | 269  | 352  | 264  | 464  | 524  | 518  | 528  | 535  |

| 1856 | 1861 | 1866 | 1872 | 1876 | 1881 | 1886 | 1891 | 1896 |
| ---- | ---- | ---- | ---- | ---- | ---- | ---- | ---- | ---- |
| 585  | 582  | 627  | 591  | 551  | 572  | 557  | 580  | 552  |

| 1901 | 1906 | 1911 | 1921 | 1926 | 1931 | 1936 | 1946 | 1954 |
| ---- | ---- | ---- | ---- | ---- | ---- | ---- | ---- | ---- |
| 555  | 561  | 519  | 433  | 372  | 356  | 341  | 313  | 314  |

| 1962 | 1968 | 1975 | 1982 | 1990 | 1999 | 2006 | 2011 | 2016 |
| ---- | ---- | ---- | ---- | ---- | ---- | ---- | ---- | ---- |
| 271  | 270  | 245  | 248  | 279  | 334  | 358  | 338  | 344  |

| 2021 | 2022 | - | - | - | - | - | - | - |
| ---- | ---- | - | - | - | - | - | - | - |
| 334  | 333  | - | - | - | - | - | - | - |

## Enseignement
Le village est en RPI avec la commune de Moroges pour l'enseignement primaine (du CP au CM2).

Les vignobles de la côte chalonnaise.

## Culte
Bissey-sous-Cruchaud relève de la paroisse Saint-Vincent-des-Buis, qui a son siège à Buxy (paroisse regroupant plusieurs communes : Bissey-sous-Cruchaud, Buxy, Cersot, Granges, Jambles, Jully-lès-Buxy, Marcilly-lès-Buxy, Messey-sur-Grosne, Montagny-lès-Buxy, Moroges, Rosey, Saint-Désert, Saint-Germain-lès-Buxy, Sainte-Hélène, Saint-Vallerin, Sassangy et Villeneuve-en-Montagne).

## Économie

### Vignoble
Ce village viticole possède une cave coopérative, la cave coopérative de Bissey, qui a été fondée en 1928 et dont les vignerons coopérateurs cultivent 84 hectares de vignes, produisant plusieurs appellations : Montagny, Mercurey, Givry, Rully, Bourgogne côte-chalonnaise, Crémant de Bourgogne, Bourgogne… en vin blanc, rouge, rosé et crémant.
S'y trouvent aussi deux domaines viticoles indépendants : le Domaine des Moirots et le Château de Rougeon.

## Culture locale et patrimoine

### Lieux et monuments

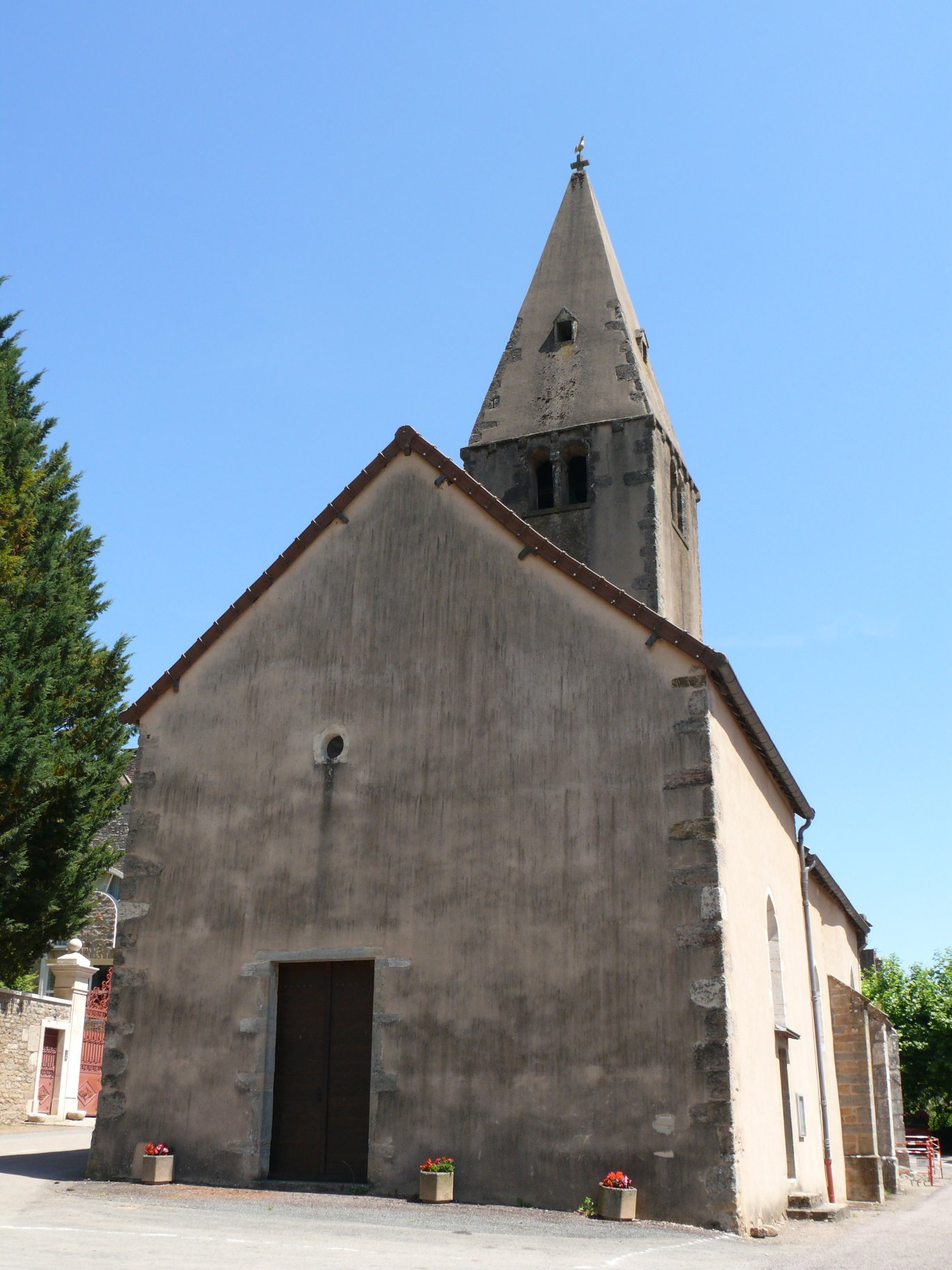
L'église Saint-Jean-Baptiste.

- L'église Saint-Jean-Baptiste dont la base du clocher et son entourage sont d’époque romane[23].
- Plusieurs lavoirs.
- Sept grandes croix érigées à diverses époques sur le domaine public (certaines avec des inscriptions) : vers le monument aux morts, face à la sacristie, place de la Roche, dans le cimetière, face au chemin de Rougeon, en bordure de Cruchaud et au lieu-dit « La Couperie ».
- Des cadoles (cabanes de vignerons, construites au beau milieu des vignes et destinées à abriter hommes et matériel).
- À Cruchaud se trouve (domaine privé) une ancienne chapelle du XVIIe siècle dédiée à sainte Marguerite, fondée en 1749 par Marguerite Mautrey, veuve Dalerey.

### Manifestations
- La fête du vin doux organisés chaque année mi-octobre.

### Personnalités liées à la commune
- Emiland-Marie Gauthey : ingénieur des Ponts et Chaussées, né en 1732 à Chalon et mort à Paris en 1806. Bissey-sous-Cruchot était le pays de sa mère, née Lapouge. Son grand-père paternel, Philibert Gauthey, avait hérité de deux propriétés et de terres sur Bissey, auxquelles s'étaient ajoutées diverses acquisitions. Gauthey résidait à Bissey au cours de l'été, s'occupant de ses vendanges. Lors de la construction du canal du Charolais (actuel canal du Centre), il y établit son quartier général en communication facile avec ses services de Chalon et Montchanin, centre de commandement des travaux sur le canal. C'est vraisemblablement là que, l'hiver, il tenait une petite école pour former les cadres indispensables à la direction des travaux. L'école primaire et la rue principale portent son nom[24].

## Galerie photos

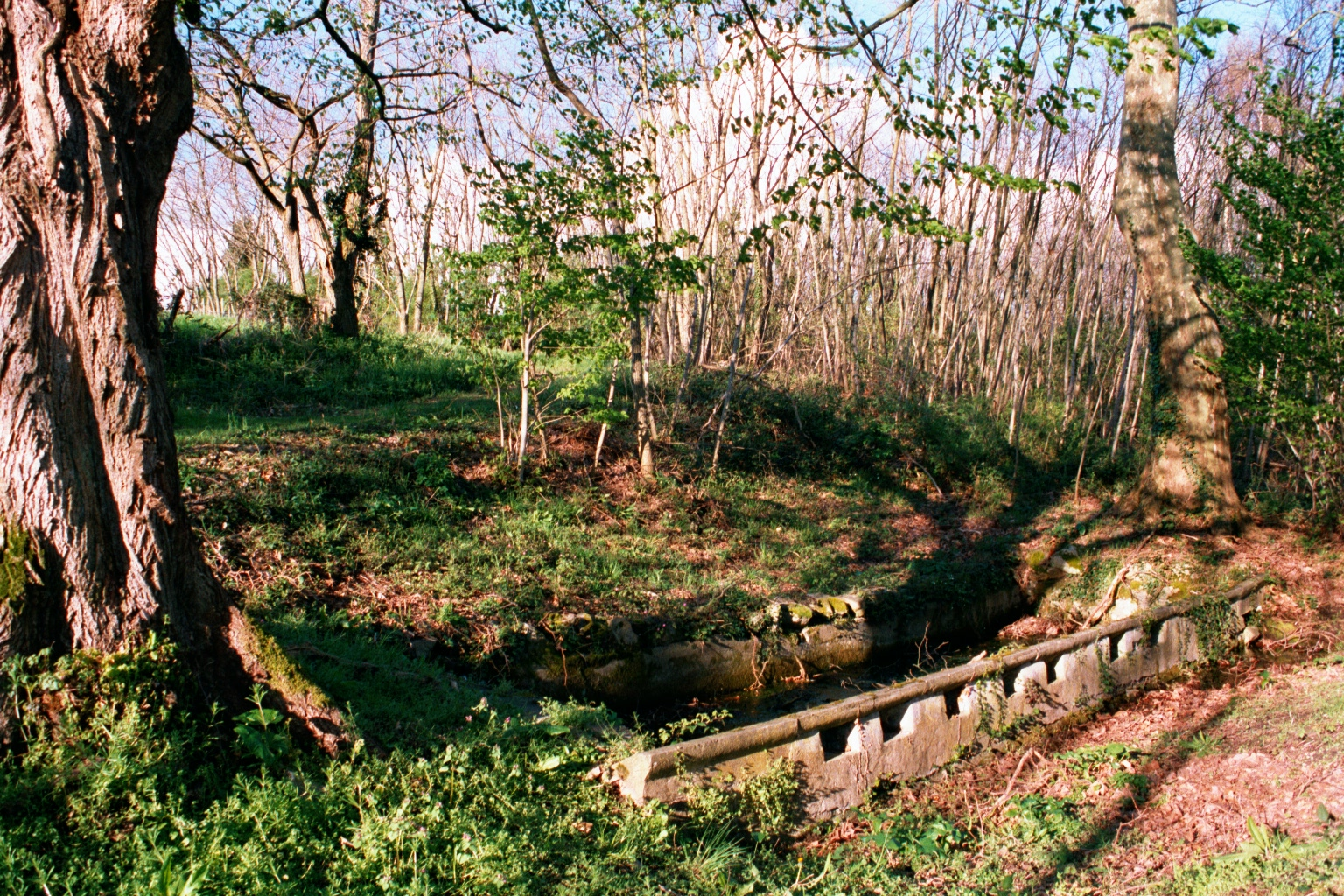
Un lavoir.
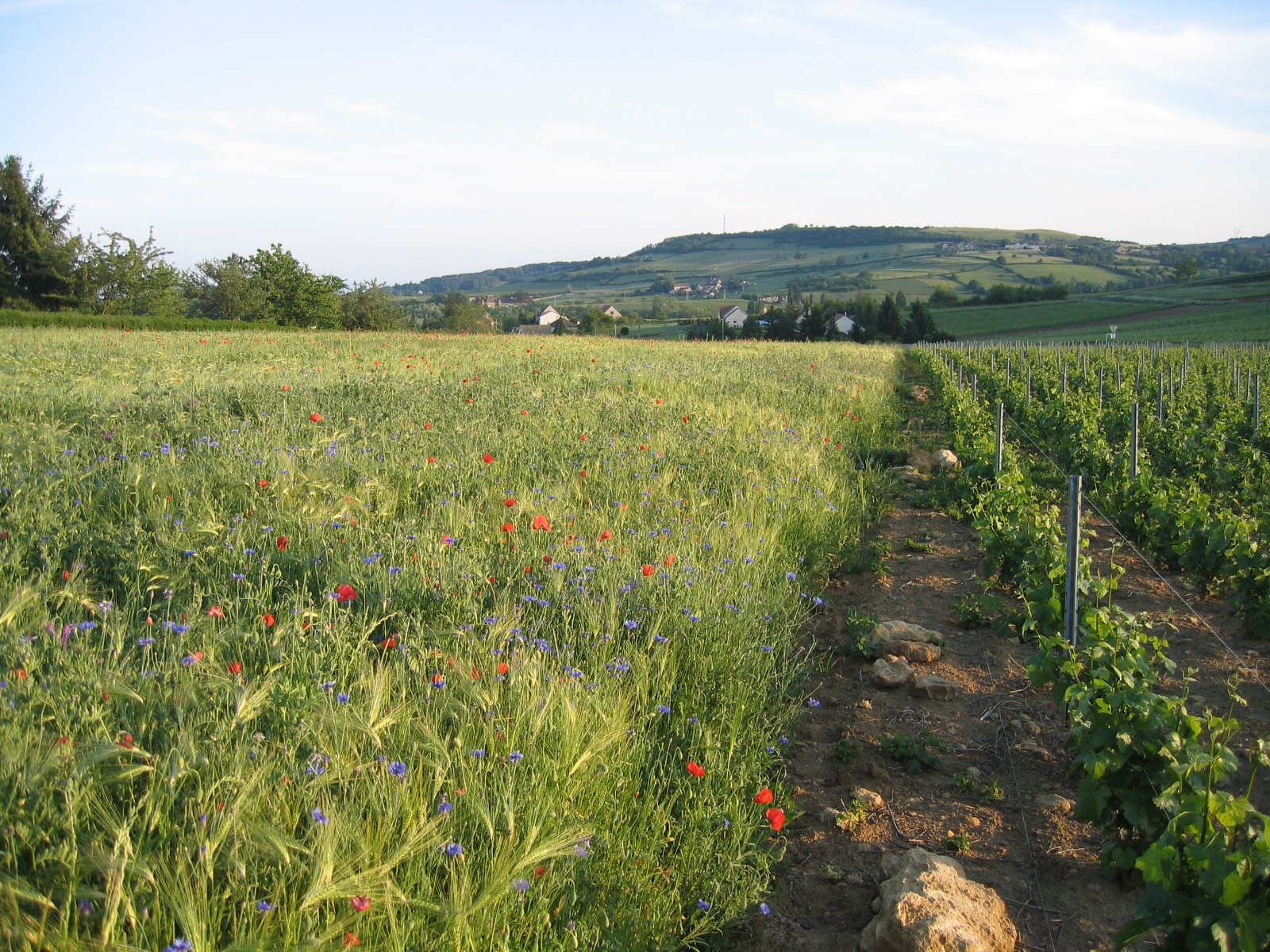
Vignes et céréales.

## Pour approfondir